# Gamma-sugárzás
A gamma-sugárzás (jele γ), nagyfrekvenciájú elektromágneses sugárzás, melynek frekvenciája 1019 Hz feletti, illetve hullámhossza 20–30 pikométer alatti. A gamma-foton energiája 30–50 keV felett van, ezért ionizáló hatású. 
A gamma-sugárzás az elektromágneses spektrumban a röntgensugárzás rövidebb hullámhosszú tartományához csatlakozik. Van is köztük bizonyos átfedés hullámhosszban, frekvenciában illetve a foton energiatartalmában, hiszen a röntgensugarak akár a 60–80 keV-os tartományig terjedhetnek. Ezért nem is az energiatartalmuk alapján, hanem a keletkezésükben szerepet játszó fizikai folyamatok alapján különböztetjük meg őket. Gamma-sugárzás keletkezik a gerjesztett atommagok alacsonyabb energiájú állapotba történő átmenetekor, az úgynevezett gamma-bomláskor. Ilyen folyamat kíséri sok esetben az alfa- és béta-bomlást, valamint a magreakciókat, de gamma-foton keletkezik a pozitron-elektron találkozásakor bekövetkező annihilációkor is.
A gamma-sugarak (mint minden más ionizáló sugárzás) égési sebeket, rákot és genetikai mutációkat idézhetnek elő.
A gamma-sugarak elnyelődése nagy atomtömegű és sűrűségű elemeken való áthaladáskor a legnagyobb mértékű. A gamma-sugárzás elleni védekezésül éppen ezért általában az ólmot használják. Az atomreaktorok aktív zónáját azonban olyan több méter vastag nehézbeton fallal veszik körül, amit magas kristályvíztartalmú nehézfémmel, például báriummal (barit) adalékoltak. Minél nagyobb energiájú a gamma-sugárzás, annál vastagabb réteg szükséges a védekezéshez.

## Kölcsönhatása az anyaggal
A gamma-foton energiatartamától függően a gamma-sugárzás és az anyag kölcsönhatása során háromféle folyamat következhet be:
- Fotoeffektus vagy fényelektromos jelenség – egy atom elektronhéja elnyeli a fotont, aminek energiája teljesen egy elektron energiájává alakul át, így az gerjesztett állapotba kerül vagy elhagyja az atomot.
- Compton-szórás a foton rugalmatlan szóródása egy szabad, illetve gyengén kötött elektronon. Ez esetben a foton energiájának csak egy részét adja át az elektronnak.
- Párképződés – elektron-pozitron pár képződhet, ha a foton energiája meghaladja az 1,02 MeV-ot (az elektron – pozitronpár nyugalmi tömege)

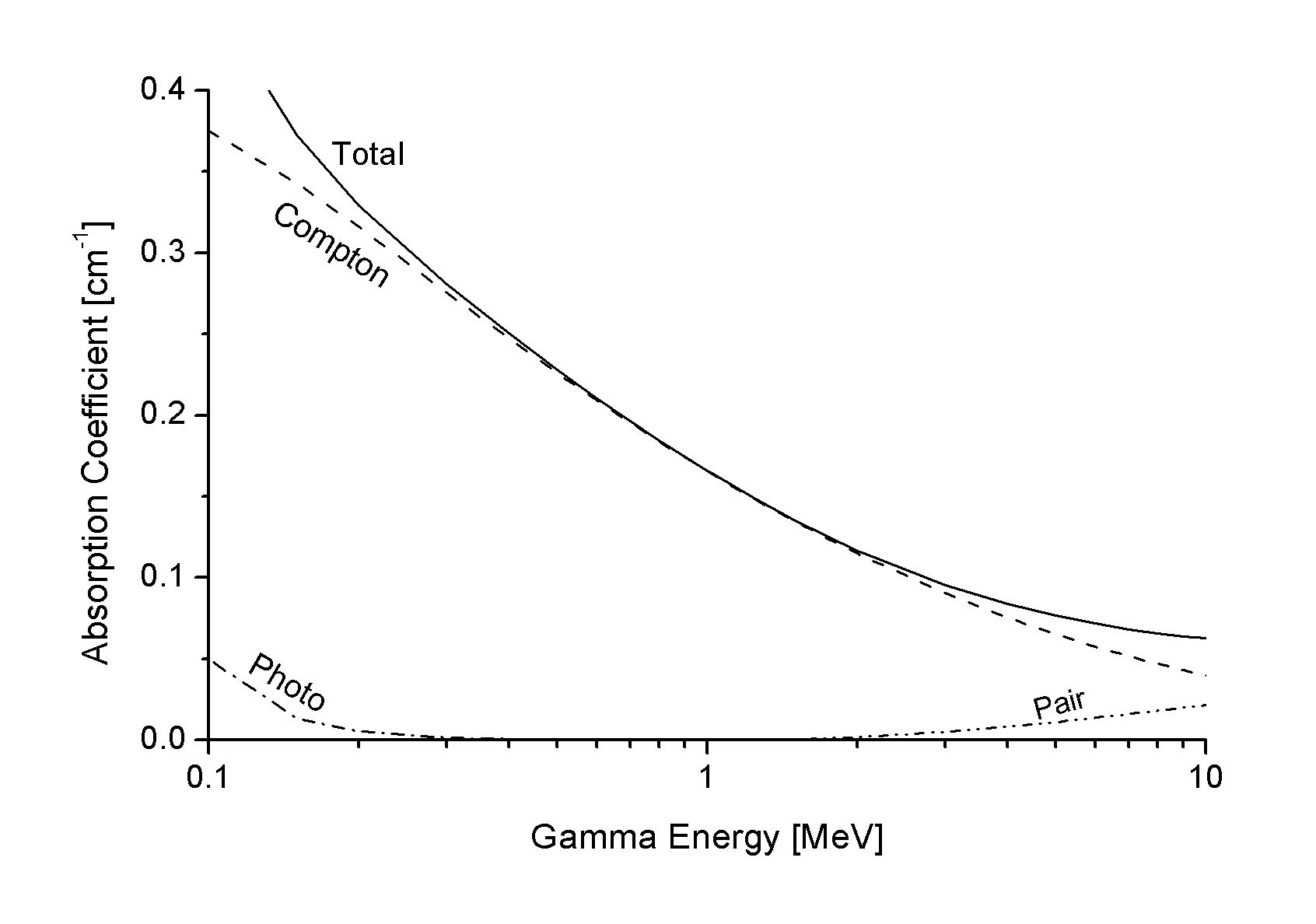
Az alumínium abszorpciós együttható. Látható, hogy kisebb energiákon a Compton-effektus, míg nagy energiákon a párkeltés dominál

A gamma-sugárzás anyagban való terjedésére, illetve elnyelődésére a következő modellt állíthatjuk fel. A dx vastagságú rétegen való áthaladás közben az intenzitás csökkenése arányos a beeső intenzitás nagyságával és a rétegvastagsággal, azaz:
{\displaystyle dI=-I\ \mu \ dx}
Ezt integrálva kapjuk a sugárzás intenzitásának a közegben megtett (x) távolság függvényében való csökkenésére vonatkozó összefüggést:
{\displaystyle I(x)=I_{0}\ e^{-\mu \ x}}
Ahol a {\displaystyle \mu } abszorpciós együttható nemcsak a közeg anyagától, hanem a sugárzásban terjedő fotonok energiatartalmától is függ, ahogy ez a mellékelt ábrán is látható.

## Alkalmazása
- sterilizálás
- terápia – rákos daganatok eltávolítása
- radiológia – radioaktív izotópok nyomon követése a szervezetben
- gamma-radiográfia – roncsolásmentes anyagvizsgálat, átvilágítás, hibakeresés
- elemanalízis – karakterisztikus gammafotonok segítségével (például aktivációs analízis és pgaa)

## Felfedezése
A gamma-sugarakat 1900-ban Paul Ulrich Villard fedezte fel, és sokáig a fénytől független részecskéknek hitték őket. Később William Henry Bragg és fia, William Lawrence Bragg kidolgozták a röntgenkrisztallográfiát, akik a röntgensugárzás kristályokon való elhajlásának, diffrakciójának kísérleti megvalósításáért és a jelenség kvantitatív magyarázatárért 1915-ben Nobel-díjat kaptak. A módszer alkalmas volt annak bizonyítására is, hogy a gamma-sugarak is elektromágneses hullámok, és a Bragg-egyenlet segítségével a hullámhosszukat is meg lehetett határozni.